# Fünfseen
Fünfseen è un comune del Meclemburgo-Pomerania Anteriore, in Germania.
Appartiene al circondario della Seenplatte del Meclemburgo ed è parte della comunità amministrativa (Amt) di Malchow.

## Geografia fisica

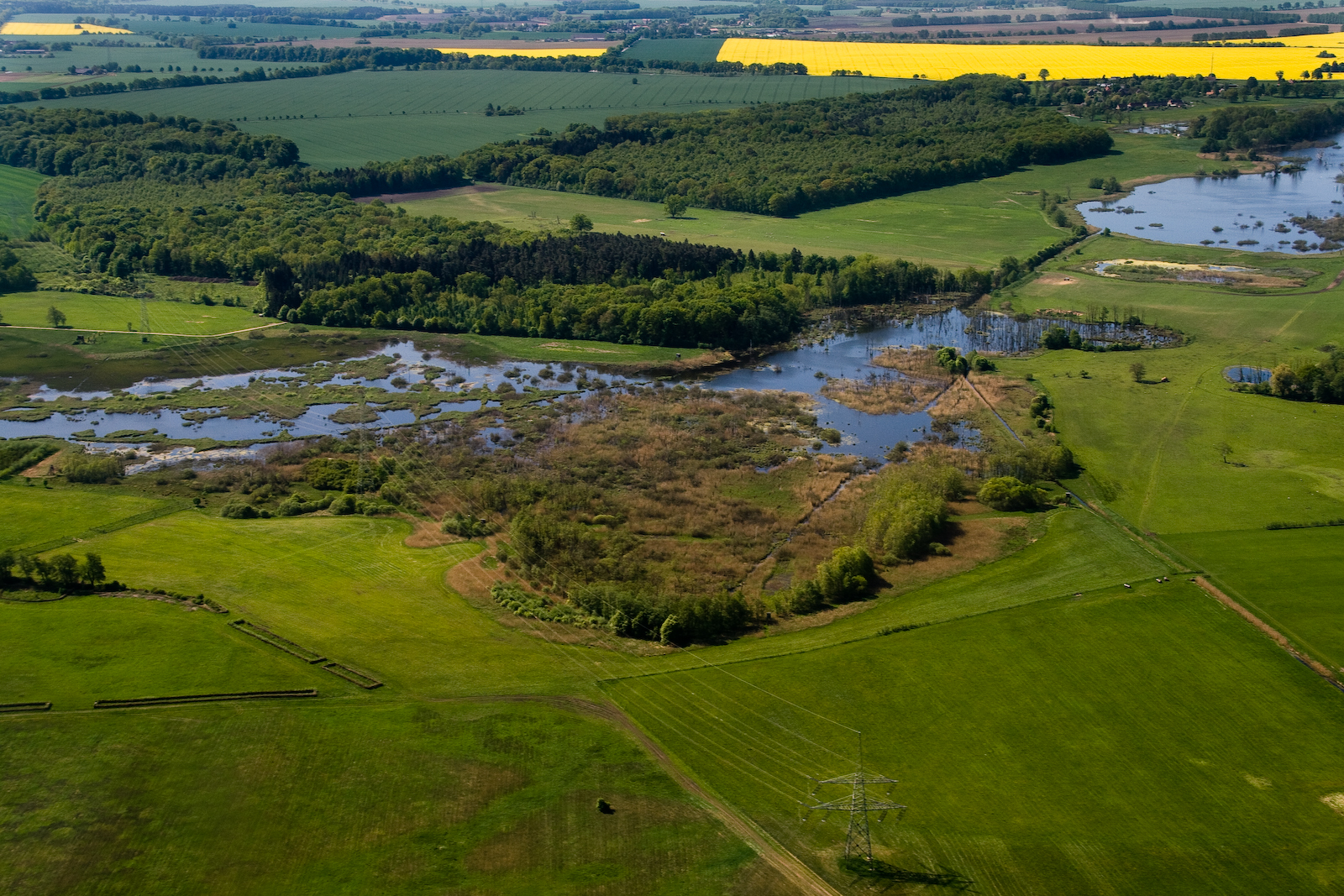
La palude di Rogeez

Il comune si trova nel sud del Land del Meclemburgo-Pomerania Anteriore, sulla riva orientale del lago di Plau ed a sud di Malchow. Nel territorio comunale vi sono i laghi Hofsee e Kogeler e parte del lago di Petersdorf. Gran parte del territorio comunale è coperto di boschi e sale da nord verso sud da 62 fino a 123 m s.l.m.